# دينيس والتر هيكي
دينيس والتر هيكي (بالإنجليزية: Dennis Walter Hickey)‏ هو قسيس أمريكي، ولد في 28 أكتوبر 1914 في دانسفيل ليفينغستون مقاطعة في الولايات المتحدة، وتوفي في 6 أكتوبر 1999 في روتشستر في الولايات المتحدة.